# غشاء الأنف المخاطي
الغشاء المخاطي للأنف أو غشاء الأنف المخاطي (بالإنجليزية: nasal mucous membrane)‏ هو غشاء يُغلف تجاويف الأنف، وهو ملتصق بعمق بالسمحاق أو سمحاق الغضورف في المحارة الأنفية|المحارات الأنفية. ويتصل هذا الغشاء بالجلد من خلال المنخر، كما يتصل مع الغشاء المخاطي للجزء الأنفي من البلعوم من خلال المنعر. ويُمكن تتبع استمرارية الغشاء من التجويف الأنفي حتى الملتحمة من خلال القنوات الدمعية الأنفية ووالقنوات الدمعية. كما أنه مستمر مع الجيب الجبهي، والغربالي، والوتدي، والفكي العلوي، من خلال الأضمخة (فتحات/قنوات) المتعددة في اللحم. والغشاء المخاطي للأنف يكون أثخن ما يكون وأكثر امداد دموي في منطقة المحارات الأنفية. هو أيضا سميك فوق حاجز الأنف ولكنه رقيقة جدا في أرضية أصمخة التجاويف الأنفية، وفي الجيوب الأنفية المختلفة. ويُعتبر غشاء الأنف المخاطي واحدا من أكثر الأنسجة إصابة بالعدوى في البالغين والأطفال. وقد يُسبب التهاب هذا النسيج ضعفًا كبيرًا في الأنشطة اليومية، مع ظهور أعراض مثل انسداد الأنف والصداع والتنفس الفموي وما إلى ذلك.